# Creeksea

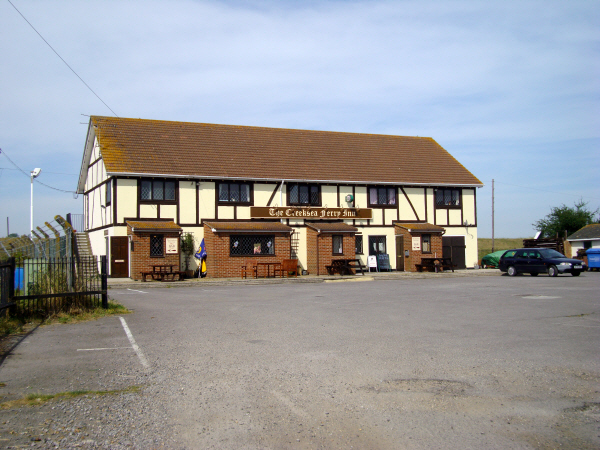
Creeksea Ferry Inn, een 'pub' in Creeksea

Creeksea of Cricksea of Crixea is een plaats en voormalig civil parish in het Engelse graafschap Essex. Het maakt deel uit van de civil parish Burnham-on-Crouch. Een pontje verbindt de jachthaven van Creeksea met die van Bunham-on-Crouch, aan de overzijde van de rivier de Crouch. Gezien het bestaan van een lange Creeksea Ferry Road en de Creeksea Ferry Inn, moet deze vroeger belangrijker geweest zijn dan nu. Eind negentiende eeuw waren pont en pub in handen van dezelfde uitbater.